# Landratsbezirk Herbstein
Der Landratsbezirk Herbstein (ab 1825: Landratsbezirk Lauterbach) war ein Landratsbezirk im Großherzogtum Hessen in der Provinz Oberhessen. Er bestand von 1821 bis 1848.

## Geschichte

### Entstehung
Im Zuge der Verwaltungsreform von 1821 im Großherzogtum wurden auch auf unterer Ebene Rechtsprechung und Verwaltung getrennt und die Aufgaben der überkommenen Ämter in Landratsbezirken – zuständig für die Verwaltung – und Landgerichtsbezirken – zuständig für die Rechtsprechung – neu organisiert. Der Landratsbezirk Herbstein entstand dabei überwiegend aus Ämtern, die zu den „Souveränitätslanden“ gehörten, Gebieten, die zuvor zur Herrschaft Riedesel gehört hatten, in denen die Familie Riedesel nach wie vor einen Teil der Hoheitsrechte innehatte und der Staat darüber nur beschränkt verfügte. Der Landratsbezirk Herbstein setzte sich aus nachfolgenden ehemaligen Ämtern zusammen:
- Herbstein, ein „Dominialamt“,
- Altenschlirf,
- Engelrod,
- Freiensteinau und
- Lauterbach.

Die vier letztgenannten Ämter gehörten zur Herrschaft Riedesel. Die Aufgaben der erstinstanzlichen Rechtsprechung im Bereich dieses Landratsbezirks nahmen die neu eingerichteten Landgerichte Lauterbach und Altenschlirf wahr.

### Weitere Entwicklung
Durch Bekanntmachung vom 5. Juli 1825 wurde der Sitz des Landrates von Herbstein nach Lauterbach verlegt und der Name in Landratsbezirk Lauterbach geändert.
Bei der Gebietsreform von 1832, als in den Dominiallanden Landratsbezirke zu Kreisen zusammengelegt wurden, blieb der standesherrlich dominierte Landratsbezirk Lauterbach ausgespart. Er bestand unverändert bis zur Revolution von 1848 im Großherzogtum Hessen.

### Ende
Die Märzrevolution beseitigte 1848 die dem staatlichen Gewalt- und Rechtsprechungsmonopol entgegenstehenden Vorrechte der Standesherren. Weiter wurde die bestehende Gebietsstruktur der Verwaltung zerschlagen, der Landratsbezirk Herbstein Teil des neu eingerichteten Regierungsbezirks Alsfeld. Als der Staat in der anschließenden Reaktionsära 1852 scheinbar die vorrevolutionären Zustände wieder herstellte, achtete er darauf, dass die durch die Revolution an den Staat gelangten vormaligen hoheitlichen Rechte der Standesherren beim Staat verblieben. So wurde auf dem Gebiet des vormaligen Landratsbezirks Herbstein – unter Erweiterung um den Landgerichtsbezirk Schlitz – der Kreis Lauterbach, analog der staatlichen Struktur im übrigen Land, neu gegründet.

## Landräte
- 1822–1827 August Stammler
- 1827–1841 Johannes Ortwein
- 1841–1848 Wilhelm Fröhlich